# Propata
Propata (en ligur Propâ) és un comune italià, situat a la regió de la Ligúria i a la ciutat metropolitana de Gènova. El 2011 tenia 160 habitants.

## Geografia
Es troba a l'alta vall del Trebbia, a l'est de Gènova. Té una superfície de 16,93 km² i les frazioni d'Albora, Bavastrelli, Caffarena i Caprile. Limita amb les comunes de Carrega Ligure, Fascia, Rondanina, Torriglia i Valbrevenn.